# Vida interior (espiritualidad católica)

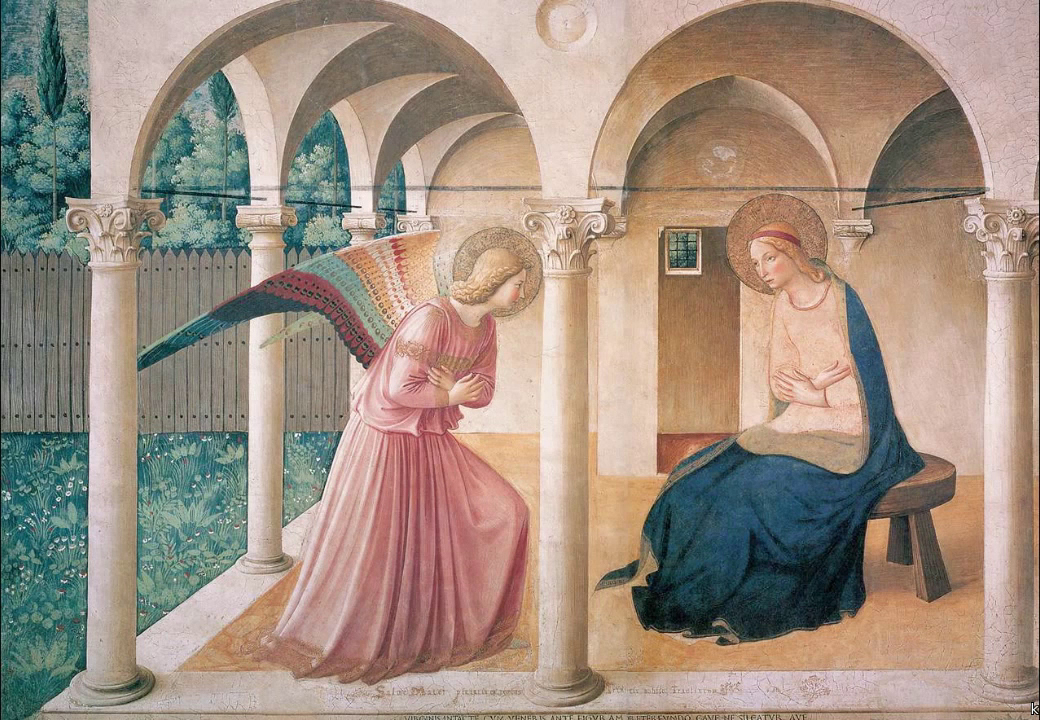
La tradición cristiana dice que María estaba en oración cuando se anunció la Encarnación del Verbo

La vida interior es una vida que busca a Dios en todo, una vida de oración y la práctica de vivir en la presencia de Dios. Connota una conversación íntima y amistosa con Él, y una decidida atención a la  oración interna frente a las acciones externas, mientras estas últimas se transforman en medios de oración.
Según Juan Pablo II, la afirmación de Jesús sin mí no podéis hacer nada (cf. Jn 15,5) es una verdad que "nos recuerda constantemente el primado de Cristo y, en unión con él, el primado de la vida interior y de la santidad".
En su primera encíclica Deus caritas est, Benedicto XVI subrayó que el hombre "no puede dar siempre, debe también recibir", y señaló la urgencia y la importancia de experimentar en la oración que Dios es Amor. Enseñó que el diálogo del cristiano con Dios "permite que Dios actúe", ya que Dios es "el único que puede hacer que el mundo sea bueno y feliz."
Según John Tauler(1290-1361) la vida interior es la condición de nuestra alma, las ofensas a Dios que hemos cometido. El hombre puede aprender la diferencia entre las diversas clases de pecados, para pensar en ellos más inteligentemente, y así tener mayor dolor por ellos y guardarse más cuidadosamente de cometerlos. Ataca tus faltas, condénalas con valor decidido. Las faltas interiores son un verdadero obstáculo para la vida espiritual. Hay que estar en guardia porque Dios no dejará que estas faltas queden impunes.

## Bases bíblicas
Esta doctrina en la teología católica suele basarse en el elogio de Jesús a la contemplación de María de Betania sobre las ansiosas preocupaciones externas de su hermana  Marta. Jesús le dijo a Marta que una cosa es necesaria. María ha elegido la mejor parte (Lucas 10:42).
María, la madre de Jesucristo, y considerada como la más grande de todas las santas en la Iglesia católica, se menciona en la Biblia que "meditaba estas cosas en su corazón", expresión de una intensa oración y contemplación de los acontecimientos que le sucedían.
La idea de "vida" está presente en la distinción bíblica entre dos términos griegos de vida: bios (vida biológica) y zoe (vida divina, sobrenatural). Zoe se utiliza en la Biblia en pasajes como "Para que tengáis vida, y la tengáis en abundancia". En la teología católica, esta vida ha sido entendida como una participación en la vida divina, intratrinitaria, introducida en la vida del cristiano en el bautismo (Cf. "partícipes de la naturaleza divina" en 2 Pe 1,4), y que crece a través de la posterior recepción de los sacramentos, canales de gracia que en su esencia es "vida divina". Esta vida divina crece también a través de la comunicación constante con Dios.

## Thomas de Kempis:Imitación de Cristo

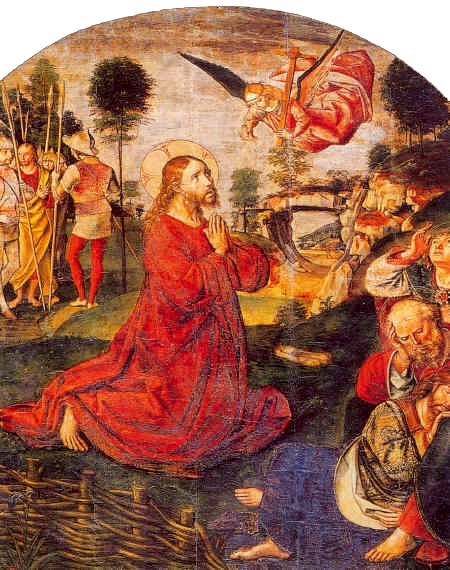
Jesus orando en el huerto de Getsemaní

Esta doctrina se basa en los escritos de muchos autores espirituales católicos a lo largo de los siglos, de los cuales el más conocido es la Imitación de Cristo de Tomás de Kempis, uno de los libros espirituales cristianos más leídos que existen. El libro enseñaba:

El reino de Dios está dentro de ti, dice el Señor. Vuélvete, pues, a Dios con todo tu corazón. Abandona este mundo miserable y tu alma encontrará descanso. Aprende a despreciar las cosas externas, a dedicarte a las que están dentro, y verás llegar a ti el reino de Dios, ese reino que es paz y alegría en el Espíritu Santo, dones que no se dan a los impíos. Cristo vendrá a ti ofreciéndote su consuelo, si le preparas una morada adecuada en tu corazón, cuya belleza y gloria, en las que se deleita, provienen todas del interior. Sus visitas al hombre interior son frecuentes, su comunión dulce y llena de consuelo, su paz grande y su intimidad maravillosa. Por lo tanto, alma fiel, prepara tu corazón para este Esposo, para que pueda venir y morar dentro de ti; Él mismo dice: "Si alguno me ama, guardará mi palabra, y mi Padre lo amará, y vendremos a él, y haremos nuestra morada con él.

## Garrigou-Lagrange:Las tres edades de la vida interior
El libro más básico sobre este tema es[cita requerida] Las tres edades de la vida interior del teólogo francés Reginald Garrigou-Lagrange. Compara la vida interior con la habitual conversación interior que cada hombre mantiene consigo mismo. El P. Garrigou dice:

En cuanto el hombre busca seriamente la verdad y el bien, esta conversación íntima consigo mismo tiende a convertirse en conversación con Dios. Poco a poco, en lugar de buscarse a sí mismo en todo, en lugar de tender más o menos conscientemente a hacer de sí mismo un centro, el hombre tiende a buscar a Dios en todo, y a sustituir el egoísmo por el amor a Dios y a las almas en Él. Esto constituye la vida interior... La única cosa necesaria de la que Jesús habló a Marta y a María consiste en escuchar la palabra de Dios y vivir de ella..

## Dom Chautard:El alma de todo apostolado
Otro clásico sobre este tema es el libro de Jean-Baptiste Chautard, Alma del Apostolado donde dice que la evangelización de las personas no es más que el resultado de la vida interior de unión con Dios.
Dice así:

La Encarnación y la Redención establecen a Jesús como la Fuente, y la única Fuente, de esta vida divina que todos los hombres están llamados a compartir... La incapacidad del apóstol para darse cuenta de este principio, y la ilusión de que podría producir el más mínimo rastro de vida sobrenatural sin tomar prestado todo de Jesucristo, nos llevaría a creer que su ignorancia de la teología era igualada sólo por su estúpido engreimiento.

## Josef Pieper
Comentando las palabras de Tomás de Aquino sobre la contemplación: "Es necesario para el bien de la comunidad humana que haya personas que se dediquen a la vida de la contemplación", Josef Pieper dijo: "Porque es la contemplación la que conserva en medio de la sociedad humana la verdad que es a la vez inútil y el criterio de toda utilidad posible; así también es la contemplación la que mantiene a la vista el verdadero fin, da sentido a todo acto práctico de la vida."

## Josemaría Escrivá: Camino

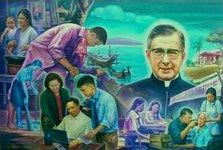
San Josemaría Escrivá enseñó que el trabajo se puede convertir en oración

El fundador del Opus Dei, San Josemaría Escrivá se inspiró en escritores espirituales anteriores como Ignacio de Loyola, Teresa de Ávila, Tomás de Kempis y Dom Chautard.
Pedro Rodríguez, que escribió la edición crítica de Camino de Escrivá, dijo que éste se inspiró en el libro de Dom Chautard cuando escribió que el "apostolado es un desbordamiento de la vida interior".
Así, Juan Pablo II dijo durante la canonización de Escrivá:
Hoy se nos hace a todos esta invitación: "Remad mar adentro -nos dice el divino Maestro- y echad las redes para pescar" (Lc 5,4). Para cumplir una misión tan rigurosa, es necesario un constante crecimiento interior alimentado por la oración. San Josemaría fue un maestro en la práctica de la oración, que consideraba un "arma" extraordinaria para redimir al mundo. Siempre recomendaba: "En primer lugar la oración; después la expiación; en tercer lugar, pero muy en tercer lugar, la acción" (Camino, n. 82). No se trata de una paradoja, sino de una verdad perenne: la fecundidad del apostolado reside sobre todo en la oración y en la vida sacramental intensa y constante. Este es, en esencia, el secreto de la santidad y del verdadero éxito de los santos.
Para Escrivá, los cristianos laicos están llamados a la santidad en medio de su trabajo ordinario y de sus actividades cotidianas. La santificación del trabajo y de la sociedad se consigue convirtiendo este trabajo en oración, ofreciendo el trabajo realizado con:
(a) competencia profesional y espíritu de excelencia, tanto técnica como ética, practicando virtudes como la honestidad, la integridad, la magnanimidad, la justicia, 
(b) presencia de Dios y rectitud de intención, viviendo una vida de gracia, iniciada en el bautismo y renovada por los sacramentos de la confesión y la eucaristía. Esta presencia de Dios se mantiene mediante la recitación de breves oraciones o aspiraciones durante el día y el trabajo, como "Jesús, te amo", "Toda la gloria a Dios", "Reina de los Apóstoles, ruega por nosotros". La santificación del trabajo también se ve favorecida por otras prácticas cotidianas de oración: el rezo del Santo Rosario, el tiempo de meditación, la lectura del Santo Evangelio y algunos libros espirituales.

## Juan Pablo II:Novo Millennio Ineunte

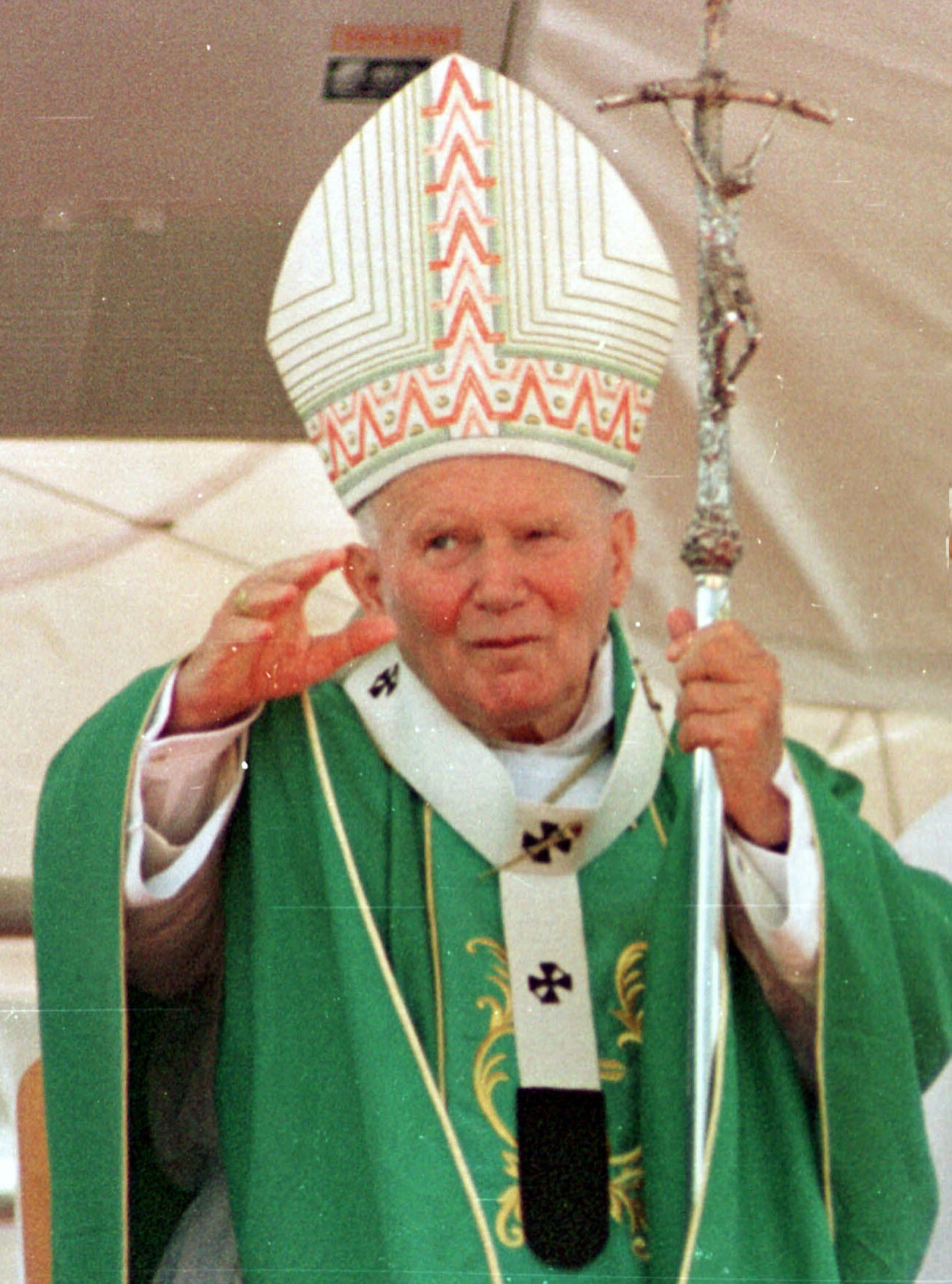
Juan Pablo II: La santidad a través de una formación en la oración es la prioridad más importante de la Iglesia.

Al comienzo del nuevo milenio, Juan Pablo II situó la santidad como la prioridad pastoral más importante de la Iglesia católica en su Exhortación Apostólica Novo millennio ineunte. Y para ello destacó la necesidad de una formación en el "arte de la oración". Dijo que las comunidades católicas debían convertirse en escuelas de oración.
Un párrafo donde se refiere a este asunto es:

Hay una tentación que acecha perennemente a todo camino espiritual y a todo trabajo pastoral: la de pensar que los resultados dependen de nuestra capacidad de actuar y de planificar. Por supuesto, Dios nos pide que cooperemos realmente con su gracia, y por eso nos invita a invertir todos nuestros recursos de inteligencia y energía en servir a la causa del Reino. Pero es fatal olvidar que "sin Cristo no podemos hacer nada" (cf. Jn 15,5). Es la oración la que nos enraíza en esta verdad. Nos recuerda constantemente la primacía de Cristo y, en unión con él, la primacía de la vida interior y de la santidad.

## Benedicto XVI:Deus caritas est
Benedicto XVI también retomó el tema en su primera encíclica; al ser la primera de su papado, se considera emblemática.
En Deus caritas est, el Papa-teólogo explicó el significado teológico exacto de lo que predicaba Juan Pablo II. La esencia de la santidad es el amor, y nos convertimos en amor al experimentar el amor, especialmente a través de la oración contemplativa.
Dios es amor, y el que permanece en el amor permanece en Dios, y Dios en él" (1 Jn 4,16). Estas palabras de la Primera Carta de Juan expresan con notable claridad el corazón de la fe cristiana: la imagen cristiana de Dios y la consiguiente imagen de la humanidad y su destino.
Más tarde dirá que "estoy convencido" de que la humanidad necesita verdaderamente el "mensaje esencial" de que Dios es amor. Por eso, dice con ecos de la planificación pastoral de Juan Pablo II para toda la Iglesia: "Todo debe partir de aquí y todo debe conducir a aquí, toda acción pastoral, todo tratado teológico. Como decía San Pablo: "Si no tengo amor, no gano nada" 